# Berkley Bedell
Berkley Warren Bedell (ur. 5 marca 1921 w Spirit Lake, zm. 7 grudnia 2019 w Naples) – amerykański polityk, członek Partii Demokratycznej.

## Działalność polityczna
W okresie od 3 stycznia 1975 do 3 stycznia 1987 przez sześć kadencji był przedstawicielem szóstego okręgu wyborczego w stanie Iowa w Izbie Reprezentantów Stanów Zjednoczonych.